# 第四代明托伯爵吉爾伯特·艾略特-默里-基寧蒙德
吉尔伯特·约翰·艾略特-默里-基宁蒙德，第四代明托伯爵，KG，GCSI，GCMG，GCIE，PC（Gilbert John Elliot-Murray-Kynynmound, 4th Earl of Minto，1845年7月9日—1914年3月1日），英國政治家。
伊頓公學和劍橋大學三一學院毕业。曾任加拿大總督（1898-1904）、印度总督（1905-1910）。
| 前任： 阿伯丁伯爵 | 加拿大總督 1898~1904 | 繼任： 格雷伯爵    |
| 前任： 寇松       | 印度总督 1905~1910   | 繼任： 查尔斯·哈丁 |